# Anaglymma crenulata
Anaglymma crenulata är en skalbaggsart som beskrevs av Lewis 1894. Anaglymma crenulata ingår i släktet Anaglymma och familjen stumpbaggar. Inga underarter finns listade i Catalogue of Life.